# Curculigo conoc
Cồ nốc (Curculigo conoc) là một loài thực vật có hoa trong họ Hypoxidaceae. Loài này được Gagnep. mô tả khoa học đầu tiên năm 1934.
Loài này có ở Việt Nam.